# Музеби I (Рагуза)
Музеби I је насеље у Италији у округу Рагуза, региону Сицилија.
Према процени из 2011. у насељу је живело 59 становника. Насеље се налази на надморској висини од 390 м.